# Marc-Antoine de Saint-Pol Hécourt
Marc-Antoine de Saint-Pol, seigneur de Hécourt, dit le « chevalier de Saint-Pol », né en 1665 probablement à Souzy-la-Briche (Essonne) et tué au combat le 31 octobre 1705, est un officier de marine et aristocrate français du XVIIe siècle. Compagnon d'arme du célèbre corsaire dunkerquois Jean Bart, il est capitaine de l'escadre des vaisseaux du roi à Dunkerque. Il donna son nom à la ville voisine : Saint-Pol-sur-Mer.

## Biographie

### Origines et famille
La famille de Saint-Pol, présente dans plusieurs provinces du royaume de France, tire son origine des anciens barons de Saint-Pol, connus en Bretagne dès le temps de ses premiers souverains. Elle se divise en plusieurs branches vers 1400. La famille de Saint-Pol porte : d'argent, au sautoir dentelé de sable.
Il est le troisième fils de Pierre IV de Saint-Pol, seigneur de Hecourt et capitaine au régiment de Piémont :
- Pierre V de Saint Pol, seigneur de Lemondans
- François de Saint-Pol, prieur des Granges le Roy
- Marc-Antoine de Saint-Pol

### Carrière dans la marine royale

#### Débuts en Méditerranée
Entré dans la Marine royale à 15 ans, Marc-Antoine de Saint-Pol-Hécourt entame sa carrière dans le corps des galères de Méditerranée dès 1681 avec le grade de sous-lieutenant, eu égard à son titre nobiliaire, dans les escadres des amiraux Duquesne et de Tourville.
C'est à bord de la galère La Syrène qu'il livre ses premiers combats contre les barbaresques, des pirates originaires d'Afrique du Nord et de Turquie qui se livrent à des pillages sur les côtes espagnoles, françaises et italiennes. Il participe aux bombardements d’Alger de 1682 et de 1683. Le 26 octobre 1683, il prend part à l'expédition punitive contre la république de Gênes qui avait fourni des galères à l'Espagne, alors en guerre contre la France. Nommé lieutenant de galère le 1er janvier 1685, il est affecté sur la galère Le Magnifique, il combat au sein de l’escadre qui bombarde Tripoli (19-25 juin 1685). Lors de ces opérations en Afrique du nord, des centaines d’esclaves chrétiens sont libérés.

#### Guerre de la Ligue d'Augsbourg

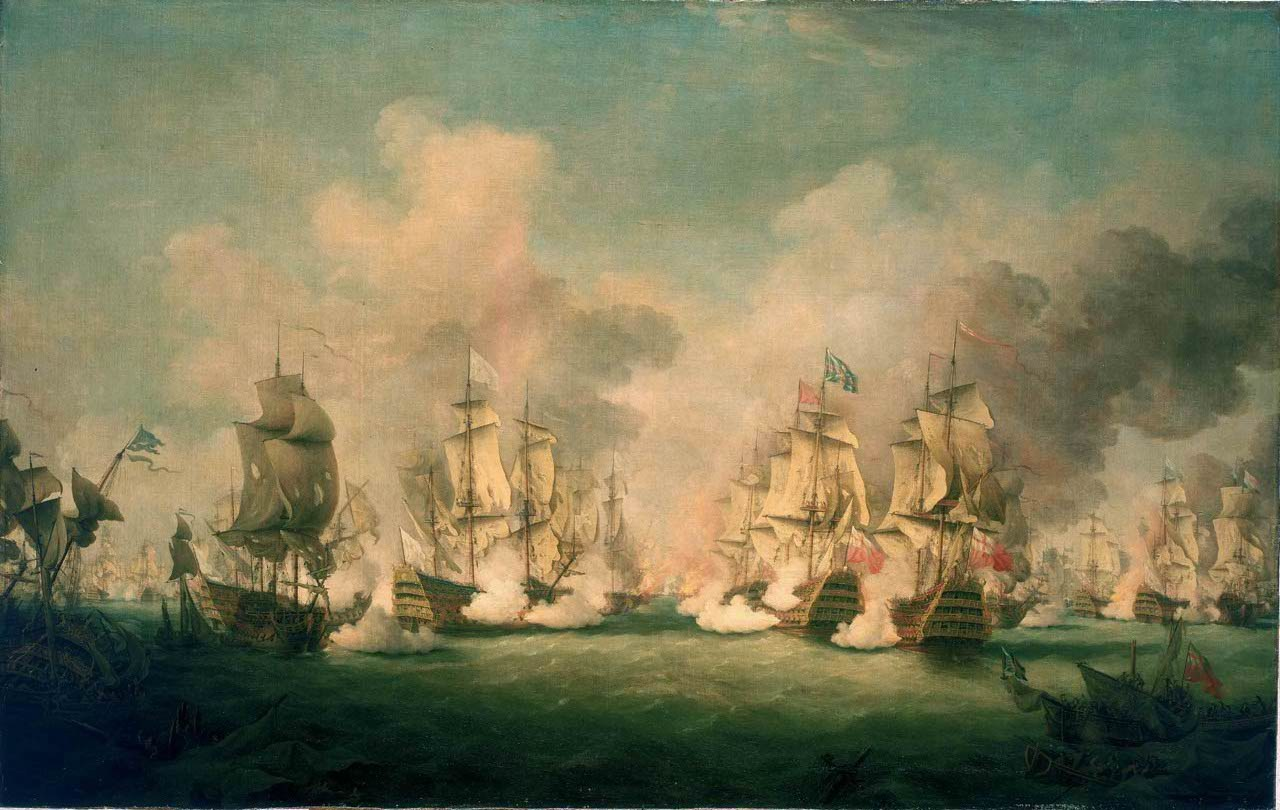
Bataille de la Hougue
Huile sur toile de Richard Paton

Le 1er janvier 1691, il est nommé au grade de lieutenant de vaisseau et participe à l'été à la Campagne du Large de Tourville, pendant laquelle les Français parviennent — pendant cinquante jours — à maintenir les Anglais éloignés des côtes de France en les attirant dans la Manche puis dans l'Atlantique. L'année suivante, il se distingue à la bataille de la Hougue en 1692, mais ne peut éviter la défaite française. Le 1er janvier 1693, à l'âge de 28 ans, il est promu capitaine des vaisseaux du Roi à Dunkerque et devient corsaire du Roi.

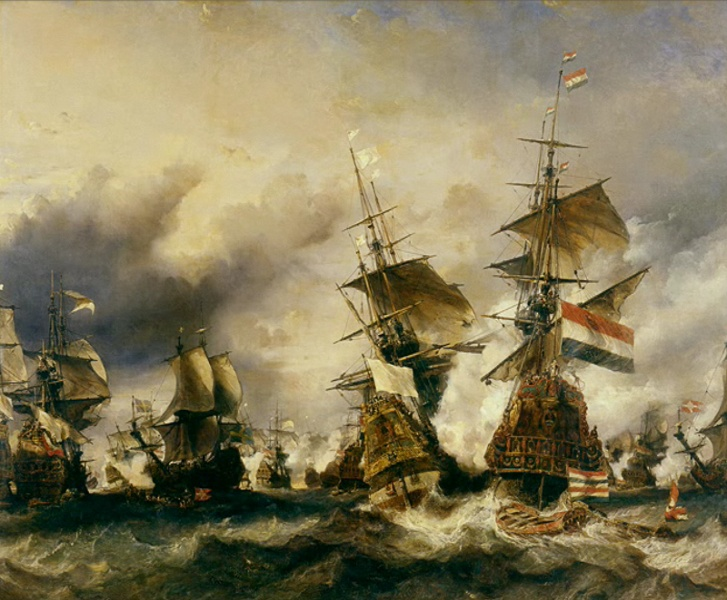
Bataille du Texel, 29 juin 1694
Huile sur toile d'Eugène Isabey, XIXe siècle, Musée de la Marine

Il reçoit l'ordre d'entraver la pêche des Hollandais, de capturer les bateaux charbonniers anglais expédiés de Newcastle, mais avant tout de ramener en France un convoi de grains très attendu. La France est alors en guerre contre l'empire allemand, les Provinces-Unies, l'Angleterre et le royaume d'Espagne.
Du 20 au 26 juin 1694, son navire protège l’entrée du port de Dunkerque contre les attaques anglaises. La France connaît alors la famine : il participe à l’escorte de convois de blé venant de Suède.
Le 29 juin 1694, il commande une frégate de 44 canons Le Mignon et participe à la bataille du Texel aux côtés de Jean Bart, contre les flottes espagnoles et hollandaises. Malgré son infériorité numérique (7 navires et 302 canons contre 8 navires et 388 canons), la bataille tourne à l'avantage de la flotte française. Après deux abordages, Saint-Pol se rend maître du navire hollandais Le Stad-en-lande, de 50 canons. Les Français rentrent à Dunkerque avec une importante quantité de blé. Lors de la route du retour, il arraisonne en plus trois autres bateaux ennemis.
Lassé par les attaques incessantes des corsaires dunkerquois, les Anglais décident de les assiéger dans leur port. En 1694, l’escadre anglaise attaque donc Dunkerque. Aux côtés de Jean Bart et de son fils François-Cornil, il se distingue à nouveau lors de la défense de la ville bombardée en 1694 par l'amiral anglais Lord Berkeley. Commandant une frégate postée à l’entrée des jetées, il coule deux navires ennemis. Les Anglais tenteront de renouveler l’opération l’année suivante, toujours sans le moindre succès.
Saint-Pol est à bord du Mignon au second combat du Texel livré le 17 juin 1696, avec l'attaque d'un convoi hollandais de 112 voiles marchandes, escortées par cinq vaisseaux. Le lendemain, malgré son gouvernail cassé, il contraint le Saulsdeck, 44 canons, à abaisser son pavillon après une demi-heure de combat.
En 1697, il commande Le Gerzé au sein de l'escorte du Prince de Conti, commandée par Jean Bart qui se rendait à Dantzig (Gdańsk en actuelle Pologne), pour que le prince se fasse couronner roi de Pologne. Arrivé sur place, les Français trouvent le rival de Conti, l'électeur de Saxe Auguste II le Fort, déjà installé sur le trône polonais. Ayant mis pied à terre et s'étant retranché avec un détachement de 2 000 hommes, il doit faire face à toute la cavalerie de l'électeur de Saxe qui avait enlevé les bagages de l'abbé de Polignac, futur cardinal, qui était alors ambassadeur en Pologne ; et, après avoir embarqué tout son monde à la vue des ennemis, il rejoignit avec son escadre celle de l'ambassadeur. L'escadre française reçoit l'ordre de rentrer aussitôt en France où elle arrive le 12 décembre.
En 1699, Saint-Pol prend à l'abordage un vaisseau de guerre hollandais de 50 canons.

#### Mort de Jean Bart et guerre de Succession d'Espagne
Le 13 avril 1702, Jean Bart, atteint d’une forte fièvre ou d'une pneumonie, lui délègue le commandement du Port et décède quelques jours plus tard. Saint-Pol organise les obsèques de Jean Bart et commande les troupes le jour des funérailles.
Saint-Pol est alors le plus ancien des capitaines de vaisseaux dunkerquois. Ses victoires lui ont assuré une promotion rapide mais, à 37 ans, il est encore trop jeune pour diriger l'escadre du Nord. Louis XIV nomme à ce poste le baron de Pointis qui s'était illustré dans la prise et la capitulation de Carthagène des Indes, le 2 mai 1697. Cette nomination n'est pas des plus heureuses car de Pointis ignore les subtilités de la guerre de course contre les Hollandais. Il est renvoyé en Méditerranée et Saint-Pol le remplace en novembre 1702.
Le 28 janvier 1703, avec l'Adroit et le Milford (une prise anglaise), il capture la frégate anglaise HMS Ludlow après un rude combat, au sortir de la Tamise. Cette prise et les nombreuses autres avant elle, lui valent en février 1703 d’être fait Chevalier de l’Ordre de Saint-Louis.
Commandant de l'Adroit, une frégate de 30 canons, il participe le 21 avril 1703, avec trois autres navires ainsi que trois corsaires, à l'attaque d'un convoi anglais escortés par deux vaisseaux de ligne. Après un combat assez long, il capture le HMS Salisbury (en), 52 canons, l'un des meilleurs vaisseaux anglais, ainsi que de huit ou dix navires marchands. Ses plans sont immédiatement adressés aux maîtres constructeurs des arsenaux français pour servir de modèle. Saint-Pol en fait son « navire amiral ». Le montant de ses prises s'élève à 500 000 livres.
Le 12 juin 1703, il prend en chasse une flottille hollandaise de pêcheurs de harengs, protégée par quatre vaisseaux de guerre, près des Shetland. Trois sont attaqués et enlevés à l'abordage, le quatrième échappe grâce à la brume. Pendant l'action, la flotte des pêcheurs se sauve dans les ports de Shetland mais on parvient à la découvrir et plus de 160 barques sont brûlées. Au cours du combat, il fait sauter le Château d'Anvers mais perd L'Adroit. Le 9 août 1703, il est rejoint par le marquis de la Luzerne qui croisait avec trois vaisseaux français dans les eaux écossaises en mer du Nord. Le 10 août 1703, il livre un nouveau combat sur les côtes de Norvège, il capture trois vaisseaux hollandais qui escortent 200 navires de pêche ; la flottille des pêcheurs est anéantie. Ce combat est immortalisé deux siècles plus tard par le peintre de la marine Théodore Gudin avec un tableau intitulé Combat du chevalier de Saint-Pol contre une escadre hollandaise en vue des côtes d'Écosse (10 août 1703). Tous les équipages enlevés, les officiers, soldats et matelots faits prisonniers, les flammes, les banderoles et les pavillons sont apportés à Paris.
Au fil des campagnes, les prises s'accumulent, générant d'importants profits. Il est bientôt présenté comme le successeur de Jean Bart. Présenté au Roi par le ministre de la Marine Pontchartrain, le 10 décembre 1703, il reçoit en récompense de ses exploits une pension de 1 500 livres. En effet, il a détruit une grande partie de la flotte de pêche hollandaise et entrave sérieusement le commerce des pays ennemis. Le 31 décembre, ce même Pontchartrain lui écrit « Le Roy est satisfait de votre navigation et Sa Majesté est bien persuadée que vous n'avez épargné ni soin ni peine pour rendre votre course plus heureuse. En mon particulier je vous prie de croire que je vous rendrai avec plaisir auprès de Sa Majesté tous les services qui pourront dépendre de moi ».
La liquidation des prises faites en 1704 par l'escadre de Saint-Pol fut très longue et offrit beaucoup de difficultés. Les intéressés dans l'armement était nombreux ; l'Électeur de Cologne lui-même, auquel de Saint-Pol avait fait les honneurs du port et de l'arsenal de Dunkerque en mai 1704, avait des actions dans la Société d'armement, à la tête de laquelle étaient les sieurs Moinet, Voille, Rougis et Lezat. Pour le récompenser, ces armateurs lui versent « une action de dix mille livre », qu'il s'empresse de reverser à ses équipages. Désintéressé, il procède de la même façon lorsqu'un armateur de Cologne lui verse une prime de 100 000 livres pour la protection de ses navires.
Le 20 ou le 31 juillet 1704, il sort de Dunkerque malgré le blocus de l'amiral Whestone (en) et du Schout-bij-nacht Andries den Boer. Il commande six vaisseaux équipés de 210 canons et de 1 370 hommes, armés par Moisnet et Lezat, bourgeois de Dunkerque. Cette flotte est composée du Salisbury (50 canons), de Jersey (40), du Milford (30), de L'Héroïne (20), de La Médée (20), de la Bonne-Aventure et d'autres navires corsaires. Montant le Salisbury, il s'empare du HMS Falmouth. Ses commanditaires s'impatientent ! Ils lui reprochent de combattre trop de navires de guerre et souhaiteraient qu'il rançonne « plus d'indiens et de riches interlopes. En août 1704, au large de Brest, il rencontre quelques vaisseaux de guerre anglais. Sans tenir compte de l'infériorité de ses forces, il leur donne chasse et l'un des vaisseaux est saisi et amené au port. En octobre, il croise sur le Dogger Bank et prend huit navires anglais chargés de morue.
En mai 1705, il sort de Dunkerque avec deux vaisseaux de guerre et une frégate. À deux lieues du Texel il découvre une flottille marchande hollandaise venant d'Angleterre, escortée par deux vaisseaux. Le 19 mai, il attaque l'un de ces vaisseaux, le Wulverhorst, et le brûle. Il prend et mène à Dunkerque six bâtiments chargés dont les marchandises sont estimées à 100 000 écus. En juin et août, il continue ses croisières dans les mers du Nord.
Corsaire, mais officier des vaisseaux du Roi, travaillant plus pour la gloire que pour l'intérêt de ses actionnaires,
Saint-Pol se lasse de l'âpreté des armateurs. À l'automne 1705 il avoue à Pontchartrain qu'il part pour sa dernière
course.
En octobre 1705, à la tête d'une escadre de quatre vaisseaux du Roi, il croise sur le Dogger Bank lorsqu'il aperçoit trois vaisseaux de guerre anglais, deux de 60 canons et un de 36, escortant onze navires marchands qui viennent de la mer Baltique. Tandis que François-Cornil Bart, appuyé par cinq armateurs le rejoignent et se rendent maître des convois de navires marchands, il donne l'ordre d'aborder le vaisseau amiral anglais le HMS Pendennis (en) monté par le commandant anglais. Frappé mortellement pendant l'action d'une décharge de mousquet en pleine poitrine, il décède le 31 octobre, à bord du Salisbury, qu'il avait enlevé aux Anglais. Les vaisseaux de guerre anglais ainsi que les navires marchands sont capturés et amenés à Dunkerque sous le commandement du comte de Roquefeuil qui commandait l'escadre en second.
Il est inhumé en l'Église Saint-Éloi de Dunkerque, avec les honneurs. Le Roi accorde une pension à chacun de ses trois neveux.

## Postérité
Le chevalier de Saint-Pol donne son nom à la ville de Saint-Pol-sur-Mer.
Dans le hameau de Tornegat, à l'ouest de Dunkerque, un cabaret s'installe et prend pour enseigne « Au grand [ou Au Brave] Saint-Pol ». Désormais on préfère dire « Aller à Saint-Pol » plutôt que « Aller au Tornegat » et cette appellation va s'imposer jusqu'à la création de la commune de Saint-Pol-sur-Mer, issue de celle de Petite-Synthe, par décret du 29 septembre 1877. À l'occasion de son tricentenaire, la municipalité a inauguré la Place du Chevalier de Saint-Pol et l'a personnifié en jacquemart sur le nouveau beffroi.

## Héraldique
| Armes de la famille de Saint-Pol | Les armes du chevalier Marc-Antoine de Saint-Pol Hécourt : D’argent au sautoir dentelé de sable. |

### Sources et bibliographie
- Louis Moreri, Le grand dictionnaire historique ou Le mélange curieux de l'Histoire sacrée et profane, chez les libraires associés, 1759 (lire en ligne)
- M. d'Aspect, Histoire de l'Ordre royal et militaire de Saint-Louis, vol. 3, Paris, chez la veuve Duchesne, 1780 (lire en ligne), p. 253
- François-Alexandre de La Chenaye-Aubert, Dictionnaire de la Noblesse Française sur Google Livres, tome 9
- P. Levot, A. Doneaud, Les gloires maritimes de la France. Notices biographiques sur les plus célèbres marins, Arthus Bertrand éditeur, Paris, 1866, p. 470-472 (lire en ligne)
- Émile Mancel, Le Chevalier de Saint-Pol Hécourt, capitaine des vaisseaux du roi 1665-1705, Impr. de Chiroutre-Gauvry, 1905, 70 pages, (ASIN B001BWY21Y)
- Bulletin no 8, Union Faulconnier, société historique et archéologique de Dunkerque et de la Flandre maritime, Dunkerque, 1905, p. 5 et suiv.
- Abbé E. Genty, Saint Pol sur mer, histoire, vie et traditions populaires, Westhoek éditions, 1980
- Michel Vergé-Franceschi, Les Officiers généraux de la marine royale (1715-1774) : origines, conditions, services, vol. 3, Librairie de l'Inde, 1990, 3469 p., p. 237
- Étienne Taillemite, Dictionnaire des marins français, Paris, éditions Tallandier, 2002, 573 p. (ISBN 2-84734-008-4).
- François Hanscotte et Patrick Oddone, « Le chevalier de Saint Pol : La véritable histoire », pôle position, no 51,‎ décembre 2005, p. 4-6 (lire en ligne)
- (en) John Hely Owen, War at Sea Under Queen Anne 1702-1708, Cambridge University Press, 19 août 2010, 380 p. (lire en ligne)